# .cat
.cat ( tiếng Catalan: punt cat [ˈpuŋ ˈkat] ) là tên miền cấp cao nhất của Xứ Catalan thuộc Tây Ban Nha, được tạo bởi PuntCAT. Nó đã được chuẩn hóa bởi ICANN vào tháng 9 năm 2005 